# Chlorurus troschelii
Chlorurus troschelii är en fiskart som först beskrevs av Bleeker, 1853.  Chlorurus troschelii ingår i släktet Chlorurus och familjen Scaridae. IUCN kategoriserar arten globalt som livskraftig. Inga underarter finns listade i Catalogue of Life.